# Pelosuchus priscus
Pelosuchus priscus — вид терапсид підряду Диноцефали (Dinocephalia), що мешкав у кінці пермі. Скам'янілості знайдені у зоні Tapinocephalus у Південній Африці. Описаний по фрагментах черепа та посткраніального скелету.